# فتاح ۱
فتّاح یک، موشک ساخت نیروی هوافضای سپاه پاسداران انقلاب اسلامی است. فتاح یک موشک هایپرسونیک با برد ۱۴۰۰ کیلومتر و سرعت ۱۳ تا ۱۵ ماخ است.

## تاریخچه
این موشک در ۱۶ خرداد ۱۴۰۲ با حضور سیّد ابراهیم رئیسی، رئیس‌جمهور ایران، رونمایی شد و نام آن را سید علی خامنه‌ای، رهبر جمهوری اسلامی ایران، انتخاب کرده است.
سپاه پاسداران می‌گوید در روز سه شنبه، ۱ اکتبر ۲۰۲۴ برابر با دهم مهرماه ۱۴۰۳، در دومین حمله موشکی ایران علیه اسرائیل از موشک فتاح استفاده کرده است. ان‌دی‌تی‌وی در گزارشی استفاده ایران از این موشک را تایید کرد.
خبرگزاری‌های سپاه پاسداران از استفاده از این موشک در جریان جنگ ۱۲ روزه و عملیات وعده صادق ۳ علیه مواضع اسرائیل خبر دادند.‌ موفقیت این موشک در عبور از سامانه‌های دفاعی و پدافندی اسرائیل، مورد توجه رسانه‌ها قرار گرفت برخی گزارش‌ها از میزان خسارت بالای موشک و آتش‌سوزی در محل اصابت سخن گفتند.‌ همچنین تخمین زده می‌شد که از نسل جدید موشک‌های فتاح در این حملات استفاده شده است.

## قابلیت‌ها

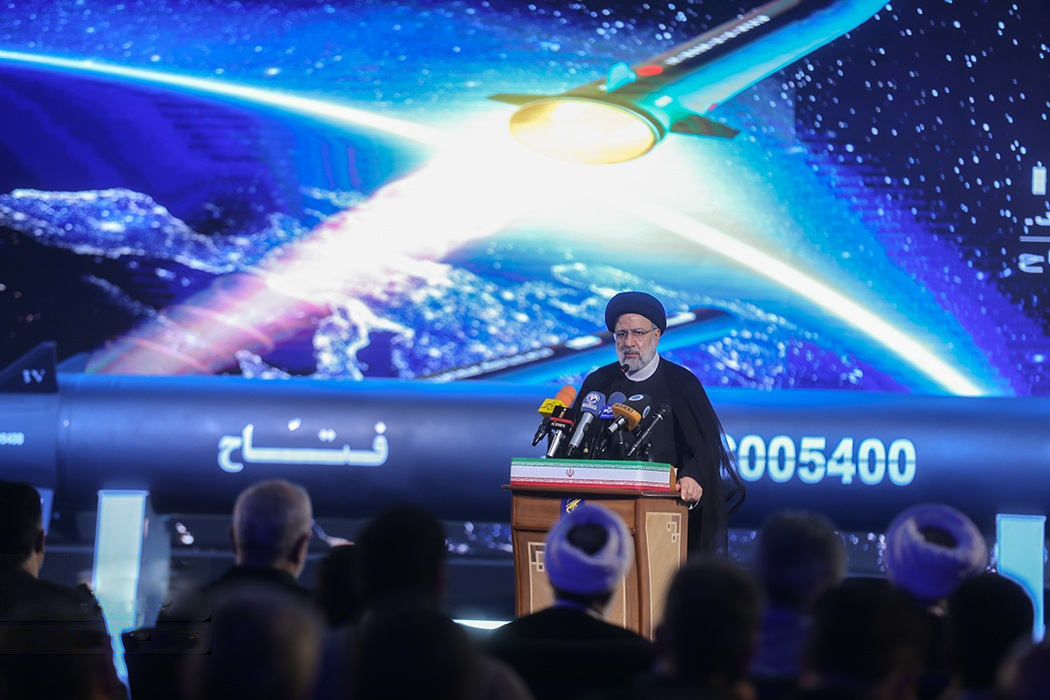
سخنرانی سید ابراهیم رئیسی رئیس‌جمهوری اسلامی ایران در مراسم رونمایی موشک فتاح

مسئولان سپاه پاسداران مدعی هستند که فتاح یک موشک هایپرسونیک با برد ۱۴۰۰ کیلومتر و سرعت ۱۳ تا ۱۵ ماخ است. به گفته کارشناسان، موشک فتاح یک نازل متحرک دارد که امکان حرکت در مسیر نامنظم را فراهم می‌کند و رهگیری آن را دچار مشکل خواهد کرد. سوخت این موشک جامد است و کلاهک مخروطی انفجاری و مانورپذیری و سرعت بالا از ویژگی‌های مهم آن برشمرده شده.
مقامات ایران مدعی شده‌اند که این موشک می‌تواند سامانه‌های موشکی ضد بالستیک آمریکا و اسرائیل از جمله پیکان (Arrow) را دور بزند. حاجی‌زاده فرمانده نیروهای هوا فضای سپاه پاسداران در اظهاراتی گفته است که این موشک می‌تواند از همه سامانه‌های دفاع موشکی گذر کند و آنها را مورد اصابت قرار دهد. او مدعی است که این موشک می‌تواند در پایین و بالای جو زمین پرواز کند.

## فتاح ۲
در تاریخ ۲۸ آبان ۱۴۰۲ در جریان بازدید رهبر جمهوری اسلامی ایران از نمایشگاه آخرین دستاوردهای نیروی هوافضای سپاه پاسداران انقلاب اسلامی موشک هایپرسونیک فتاح ۲ رونمایی شد. این موشک در مرحله اول از سوخت موشک فتاح ۱ استفاده کرده اما مرحله دوم آن سوخت مایع است.
به ادعای خبرگزاری تسنیم، این موشک توانایی گلاید روی هوا و پرواز کروز را دارد. برخلاف موشک فتاح ۱ که ویدیویی از آزمایش آن توسط سپاه پاسداران منتشر شد، شواهدی از آزمایش فتاح ۲ منتشر نشده است.

## واکنش‌ها
- در نقاطی از تهران، بیلبوردی با شعار «۴۰۰ ثانیه تا تل‌آویو» نصب شده است.[۹]
- روزنامه کیهان در سرمقاله خود نوشت: «هدف موشک فتاح، نمایش توان بازدارندگی در حوزه‌های اقتصادی و سیاسی است.»[۹]
- یوآف گالانت، وزیر دفاع اسرائیل در واکنش به ادعای تهران در خصوص ساخت موشک هایپرسونیک گفت: «شنیده‌ام که دشمنان ما به سلاح‌هایی که در حال ساختن هستند، به خود می‌بالند. ما برای هر تحولی، پاسخ بهتری داریم.»[۹]
- ساعاتی پس از مراسم رونمایی از این موشک، دفتر کنترل دارایی‌های خارجی خزانه‌داری ایالات متحده در واکنشی سریع، یک شبکه مرتبط با برنامه‌های موشکی جمهوری اسلامی ایران را تحریم کرد.[۱۵]
- اوزی رابین، بنیان‌گذار و مدیر سابق سازمان دفاع موشکی اسرائیل در خصوص موشک فتاح گفت: «دلیلی برای واقعی نبودن این موشک و کاربردش وجود ندارد.»[۹]
- جان کرزیرانیاک، پژوهشگر مؤسسه کنترل تسلیحات اتمی ویسکانسین تخمین می‌زند که این موشک، در برابر موشک‌های مشابه ساخت سایر کشورها چندان برتری ای ندارد. او ادعاهای ایران در خصوص موشک فتاح را عمدتاً معتبر می‌داند چرا که بر اساس فناوری‌های گذشته توسعه یافته.[۹]
- امیرعلی حاجی‌زاده مدعی بود که ایران، جزو چهار کشور سازنده موشک‌های هایپرسونیک این چنینی است.[۱۶] او مدعی بود که هیچ ضد موشکی برای این موشک وجود ندارد.[۱۵]
- جان کربی، هماهنگ‌کننده ارتباطات راهبردی شورای امنیت ملی کاخ سفید در پاسخ به سؤال خبرنگار دربارهٔ موشک فتاح گفت: «من وارد جزئیات این موشک هایپرسونیک ادعایی نمی‌شوم، اما ما تحریم‌های بسیار شفافی را وضع کرده‌ایم تا با اقدامات ایران در منطقه از جمله برنامه‌های موشکی آنان مقابله کنیم.»[۱۵]
- وزارت خارجه بریتانیا نیز در واکنش به رونمایی از موشک فتاح، آن را تهدیدی علیه امنیت جهانی و نقض محدودیت‌های بین‌المللی خواند.[۱۵]
- شرکت صنایع نظامی دولتی اسرائیل با نام رافائل، یک هفته پس از رونمایی از موشک فتاح، خبر از ساخت سامانه جدیدی برای رهگیری موشک‌های مافوق صوت صادر کرد.[۱۰]